# Giacoma Giorgia Colombis
Giacoma Giorgia Colombis (rodným jménem: Elizabeta Golubić; 28. prosince 1735, Cres – 28. června 1801, tamtéž) byla chorvatská katolická řeholnice Řadu svatého Benedikta. V současné době probíhá proces jejího svatořečení.

## Život
Narodila se 28. prosince 1735 v Cresu do šlechtické rodiny. Její rodina pocházela ze severního Chorvatska. Kvůli benátské nadvládě si rodina změnila příjmení na Colombis.
Od pěti let byla vychovávána v benediktinském klášteře svatého Petra v Cresu.
Roku 1753 se rozhodla stát se benediktinkou a přijala řeholní jméno Giacoma Giorgia. Zastávala různé zodpovědné klášterní funkce a nakonec byla zvolena abatyší.
Roku 1764 po velkém požáru, který téměř zničil celý klášter, zažila hlubokou duchovní proměnu a konala velké pokání. Měla také mystické zážitky. Její nadřízení jí nařídili sepsat deník. Jako abatyše byla velmi starostlivá, na sebe přísná a na ostatní jemná a trpělivá. Zvláště projevovala milosrdenství vůči chudým.
Zemřela 28. června 1801 ve svém klášteře. Pohřeb se konal o den později. Pohřbena byla v kryptě klášterního kostela u oltáře svatého Benedikta.

## Proces svatořečení
Dne 18. července 1801 byl z důvodu zpráv o její svátosti a zázracích, které se udály u jejího hrobu, zahájen proces svatořečení. Stalo se tak pouhých dvacet dní po smrti, což byl ojedinělý případ v dějinách církve.
Dne 18. října 1801 byl informativní proces ukončen a předán diecézi Osor. Roku 1826 z důvodu zrušení diecéze Osor a dalším sociálním a politickým důvodům byl proces zrušen.
Roku 2014 došlo k obnovení procesu v diecézi Krk.